# Jorge Ubico Castañeda

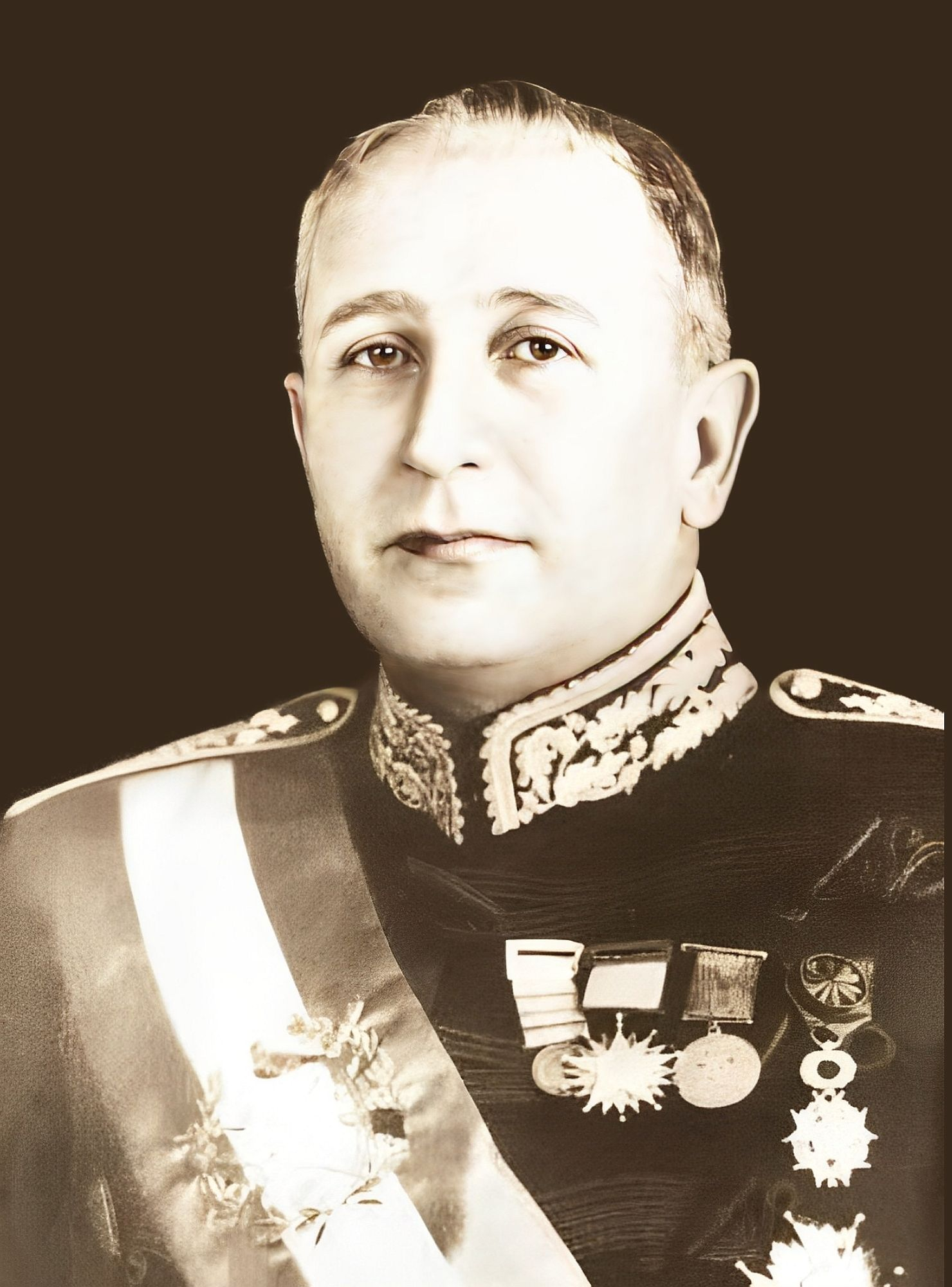
Jorge Ubico Castañeda (1931)

Jorge Ubico Castañeda, auch bekannt unter den Spitznamen „Nummer Fünf“ oder der „Napoleon Zentralamerikas“ (* 10. November 1878 in Guatemala-Stadt; † 14. Juli 1946 in New Orleans), war ein guatemaltekischer General, Politiker und Diktator.

## Leben
Der aus wohlhabenden Verhältnissen stammende Ubico genoss eine gute Erziehung und Bildung; er besuchte die angesehensten Bildungseinrichtungen von Guatemala und renommierte Militärakademien in den USA und in Europa. Sein Vater war Arturo Ubico, Rechtsanwalt, Politiker, Funktionär der Partido Liberal und ab 1880 Botschafter der Regierung Manuel José Estrada Cabrera in Washington, D.C.
Im Jahr 1897 wurde Ubico zum militärischen Beauftragten in Alta Verapaz ernannt und war für Taktik zuständig und stieg schnell in der Militärhierarchie auf. Er war 1906 mit 28 Jahren Brigadegeneral und schlug Tomás Regalado mit seinen Truppen in Guatemala. Noch im Jahre 1906 wurde Ubico Militärgouverneur von Alta Vera Paz und 1907 Militärgouverneur von Retalhuleu.
In der Nacht vom 5. auf den 6. Dezember 1921 beteiligte er sich am Putsch gegen Carlos Herrera y Luna und wurde dafür von 1922 bis 1926 zum Verteidigungsminister im Regierungskabinett von José María Orellana Pinto ernannt.
Am 1. März 1922 war er der Präsidentschaftskandidat der Partido Liberal Federalista, unterlag aber dem amtierenden Präsidenten José María Orellana Pinto.
1926 gründete er die Partido Liberal Progresista. Bei den Wahlen am 2. Dezember 1926 unterlag er Lázaro Chacón González.
Am 9. Februar 1931 wurde Ubico zum Präsidenten gewählt.
Obwohl er demokratisch gewählt wurde, errichtete er während seiner Amtszeit von 1931 bis 1944 eine Militärdiktatur. Wahlen wurden abgeschafft, politische Parteien verboten und Oppositionelle und politische Gegner verfolgt. Wirtschaftspolitisch war Ubico jedoch erfolgreich, unter seiner Herrschaft erholte sich Guatemala von der Weltwirtschaftskrise.

## Verhältnis zum Faschismus
Als der Völkerbund den Italienisch-Äthiopischen Krieg verurteilte, zog Ubico den Vertreter Guatemalas aus der Völkerbundversammlung ab. Seine Regierung war eine der ersten, welche das Regime von Francisco Franco anerkannte, sein Glückwunschtelegramm wurde in Madrid noch von den Republikanern empfangen. Das Wort „Arbeiter“, sollte auf Anweisung Ubicos aus dem Wortschatz gestrichen werden. 1936 stiftete er den Orden vom Quetzal, den er 1937 Benito Mussolini verlieh. Der Botschafter des faschistischen Italien wurde zu einem seiner Berater. Das Regime importierte 180 Beretta-Maschinenkanonen, 60 Flugabwehr-Maschinengewehre und 70 Kanonen aus Italien.
In Guatemala lebten 1937 etwa 3000 Deutschstämmige. Am 4. September 1939 erklärte Ubico die strikte Neutralität Guatemalas. Am 11. Dezember 1941 erklärte Guatemala dem Deutschen Reich den Krieg. 325 Deutschstämmige, die verdächtigt wurden, für die NSDAP gestimmt oder in sonstige pro-deutsche Aktivitäten verwickelt gewesen zu sein, wurden 1941 und 1942 an die USA ausgeliefert und in Haftanstalten in Texas interniert und außerdem ließ Ubico ihr Landeigentum verstaatlichen.
Ein Bekannter von Ubico, Erwin Paul Dieseldorf, Cafetalero der Finca Santa Margarita, hatte unter positiver Bezugnahme auf die Gesetzgebung der Kolonialverwaltung von Deutsch-Südwestafrika Ubico bereits während dessen Amtszeit als Gouverneur von Alta Verapaz zu dessen späterem Gesetz gegen Landstreicherei, das sogenannte Ley contra la vagancia inspiriert.

## Agrar- und Arbeitspolitik
Gemäß dem „Ley contra la vagancia“ musste die indigene Bevölkerung des Landes unentgeltlich 120 Tage im Jahr für die Latifundisten in den Kaffeefincas oder im Straßenbau arbeiten.
Als Landstreicher galten fortan Bauern, die sich nicht zur Arbeit auf Latifundien verpflichtet hatten und weniger als 3 ha Land besaßen. Die Zahl der jährlichen Arbeitstage, die die zwangsrekrutierten Kleinbauern ableisten mussten, hing von der Größe des eigenen Landbesitzes ab: je kleiner das Feld, desto mehr Tage. Indigene, die die Bevölkerungsmehrheit stellten, wurden gezwungen stets das sogenannte Arbeitsbuch mit sich zu führen, in dem die Tage unentgeltlicher Fronarbeit verzeichnet wurden. Hatte einer von ihnen nach Meinung der Kontrolleure nur geringe Arbeitsleistung vorzuweisen, verurteilte man ihn zu einem halben Jahr Feldarbeit.
Ubico räumte den Latifundisten das Recht ein, nach eigenem Gutdünken zu töten. Im Staatsdekret Nr. 2795 hieß es: „Die Eigentümer von Plantagen werden jeder strafrechtlichen Verantwortung enthoben.“
Ubico militarisierte sämtliche Lebensbereiche und stellte den Cafetaleros eigene Polizeieinheiten zur Verfügung.
Jede Opposition ließ er grausam unterdrücken, hunderte Funktionäre der Gewerkschaften, Akademiker und Politiker wurden hingerichtet. 1933 ließ er mehr als 100 Arbeiter, Studenten und Angehörige der Opposition ermorden. Es wurde das sogenannte Ley de la Fuga angewandt: Todesmärsche.

## Beziehung zur United Fruit Company
1936 unterzeichnete Ubico einen Vertrag mit der United Fruit Company (UFCO), welcher dem Unternehmen alles benötigte Land steuerfrei und ohne Bezahlung garantierte. Die UFCO verpflichtete sich im Gegenzug zum Bau von Eisenbahnlinien, Straßen und Hafenanlagen. Von diesem Zeitpunkt an nahmen die Enteignungen von landwirtschaftlichen Nutzflächen indigener Bauern zu.
Ubico vergab an die UFCO ebenfalls eine Konzession für den Bananenanbau an der Pazifikküste. Für die Dauer von 99 Jahren wurde der Konzern abermals von allen Steuern und Abgaben befreit, wurde ihm die zollfreie Einfuhr aller Güter gestattet und der Arbeitslohn der Plantagenarbeiter per Regierungsdekret gekürzt.

## Öffentliche Gebäude
Unter Ubicos Herrschaft wurden gewaltige Bauwerke errichtet:
- Palacio Nacional Wird heute als Palacio Nacional de la Cultura bezeichnet und als Regierungsgebäude genutzt.
- Dirección General de Correos y Telecomunicaciones : wird bis heute als Zentrale der Guatemaltekischen Post genutzt.
- Dirección General de la Policía Nacional wird heute als Regierungsministerium genutzt.

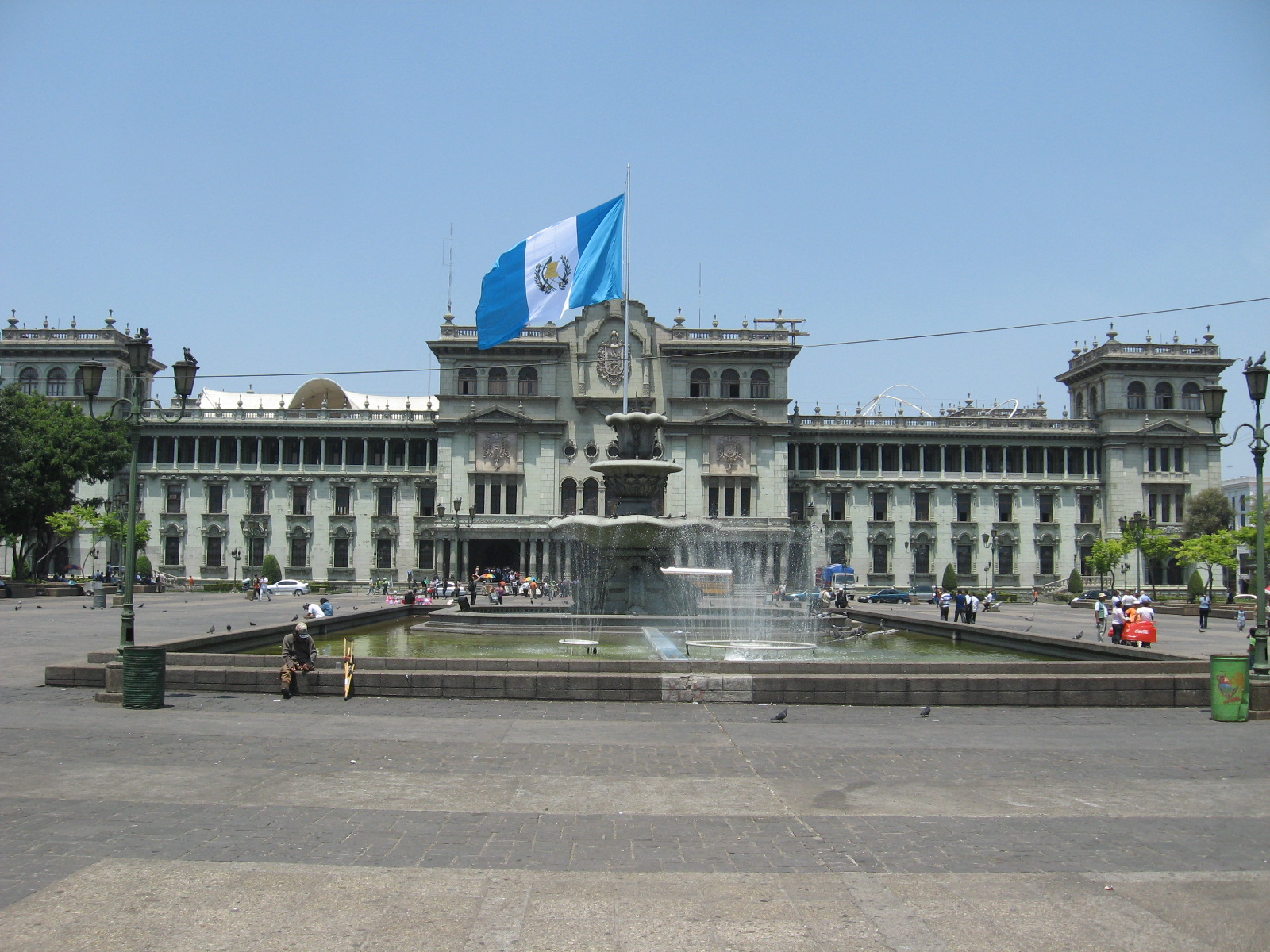
Palacio Nacional im alten Zentrum von Guatemala-Stadt
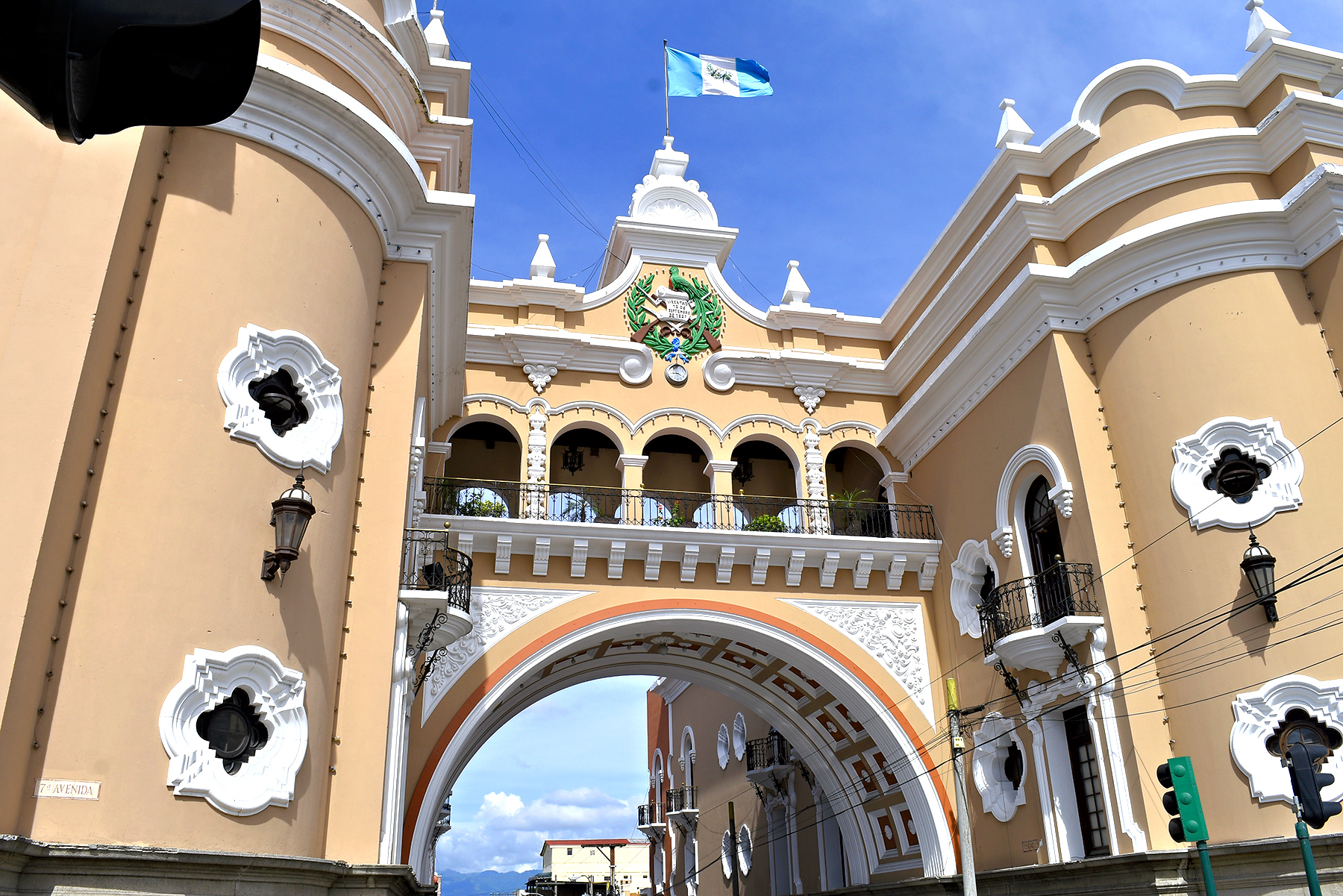
Dirección General de Correos y Telecomunicaciones (Ehemaliges Hauptpostgebäude)
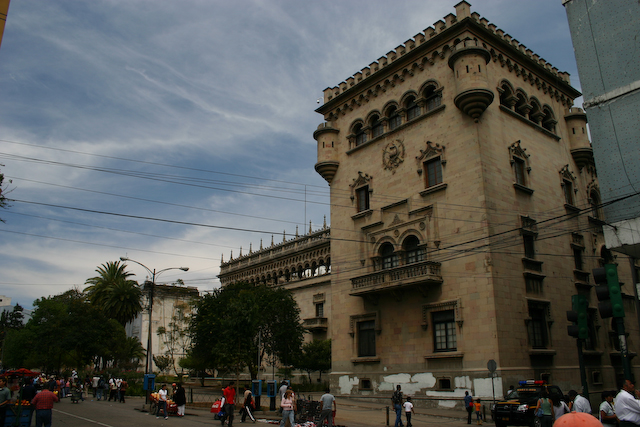
Dirección General de la Policía Nacional

## Generalstreik und Sturz

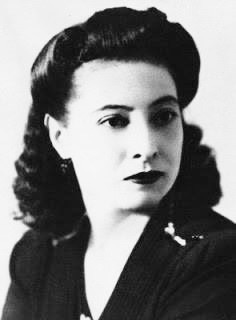
María Chinchilla Recinos (1940)

Im Mai und Juni 1944 gab es Proteste gegen das Regime, die vorwiegend von Lehrern getragen wurden. Am 25. Juni 1944 wurde die Lehrerin María Chinchilla Recinos erschossen.
Am 26. Juni 1944 schlossen die Läden und die Fuhrunternehmen stellten den Betrieb ein, es herrschte Generalstreik. Am 1. Juli 1944 übergab Ubico die Macht an eine Junta aus den Generälen Federico Ponce Vaidez, Eduardo Villagrán Ariza und Buenaventura Pineda. Es folgten Wahlen, bei denen Juan José Arévalo gewann und am 15. März 1945 sein Amt als Präsident Guatemalas antreten konnte.
Ubico ging ins Exil nach New Orleans (USA), wo er am 14. Juni 1946 an Lungenkrebs starb.